# Чемпионат СССР по вольной борьбе 1989
45-й Чемпионат СССР по вольной борьбе проходил в Махачкале с 15 по 18 июня 1989 года.

## Медалисты
| Весовая категория   | Золото                                        | Серебро                                                                     | Бронза                                                   |
| ------------------- | --------------------------------------------- | --------------------------------------------------------------------------- | -------------------------------------------------------- |
| Наилегчайший вес    | Гнел Меджлумян Профсоюзы (Ереван)             | Сырен-Доржи Халтанов «Динамо» (Улан-Удэ)                                    | Сергей Карамчаков «Трудовые Резервы» (Красноярск)        |
| Легчайший вес       | Олег Конюшенко «Динамо» (Днепропетровск)      | Аслан Агаев Профсоюзы (Баку)                                                | Михаил Кушнир «Динамо» (Львов)                           |
| Полулёгкий вес      | Осман Эфендиев Профсоюзы (Махачкала)          | Сеник Бабаханян Профсоюзы (Белая Церковь)                                   | Абдулазиз Азизов «Трудовые Резервы» (Махачкала)          |
| Лёгкий вес          | Шамиль Магомедов «Трудовые Резервы» (Тбилиси) | Казимагомед Айгумов Профсоюзы (Москва)                                      | Хазар Исаев Вооружённые Силы (Баку)                      |
| 1-й полусредний вес | Не присуждено                                 | Степан Саркисян Профсоюзы (Кировокан), Артур Муталибов «Динамо» (Махачкала) | Кенжебек Омуралиев Вооружённые Силы (Фрунзе)             |
| 2-й полусредний вес | Арсен Фадзаев Вооружённые Силы (Ташкент)      | Насыр Гаджиханов «Динамо» (Махачкала)                                       | Сайгид Катиновасов Вооружённые Силы (Московская область) |
| 1-й средний вес     | Эльмади Жабраилов «Динамо» (Махачкала)        | Автандил Гоголишвили «Трудовые Резервы» (Тбилиси)                           | Абдусамад Гамидов «Динамо» (Махачкала)                   |
| 2-й средний вес     | Вагаб Казибеков Профсоюзы (Махачкала)         | Рудик Арутюнян Вооружённые Силы (Москва)                                    | Дзамболат Тедеев Вооружённые Силы (Москва)               |
| Полутяжёлый вес     | Санасар Оганисян Профсоюзы (Москва)           | Ахмед Атавов «Динамо» (Красноярск)                                          | Лери Хабелов «Трудовые Резервы» (Тбилиси)                |
| Тяжёлый вес         | Давид Гобеджишвили «Динамо» (Тбилиси)         | Аслан Хадарцев «Трудовые Резервы» (Ташкент)                                 | Заза Турманидзе Вооружённые Силы (Тбилиси)               |